# Alex Quinn
Alex Quinn (Truro, 29 dicembre 2000) è un pilota automobilistico britannico, campione della Rookie Cup della Formula Renault Eurocup nel 2020.

## Carriera

### Karting
Ha iniziato la sua carriera nel karting nel 2011. Ha gareggiato in doversi campionati come il Super 1 National Rotax Mini Max Championship e ha vinto diversi campionati nazionali di karting.

### Campionati in Gran Bretagna
Nel 2016, Quinn ha debuttato nel campionato di Formula 4 britannica, guidando per la Fortec Motorsport. Ha vinto tre gare, una a Donington dove ha dominato la corsa dalla partenza alla fine, una al Knockhill arrivando davanti a Devlin DeFrancesco e altra sul Circuito di Silverstone. Chiude la stagione settimo classifica generale mentre vince la coppa dei rookie.
Il pilota britannico ha continuato a correre nella Formula 4 britannica nel 2017, in coppia con Oscar Piastri e Ayrton Simmons con il team TRS Arden. Al termine del campionato il pilota britannico porta a casa quattro vittorie e chiude quarto in classifica finale. Nello stesso anno Quinn fece anche un'apparizione unica nel BRDC British Formula 3 Championship, conquistando un podio a Donington con il team Lanan Racing.
Nel 2018 Quinn disputato sei gare del British GT Championship nella classe GT4. Guidando per Steller Performance, Quinn non ha segnato punti.

### Eurocup Formula Renault / Formula 3 Regional
All'inizio del 2019, Quinn non è riuscito a trovare un posto in un campionato. Tuttavia, a metà stagione gli è stata data l'opportunità di fare il suo debutto nella Eurocup Formula Renault per la sua ex squadra di F4 Arden Motorsport. Ha guidato in tre fine settimana, riuscendo a conquistare un podio rispettivamente al Nürburgring e in Catalogna. Quinn è arrivato 13° nella classifica finale.

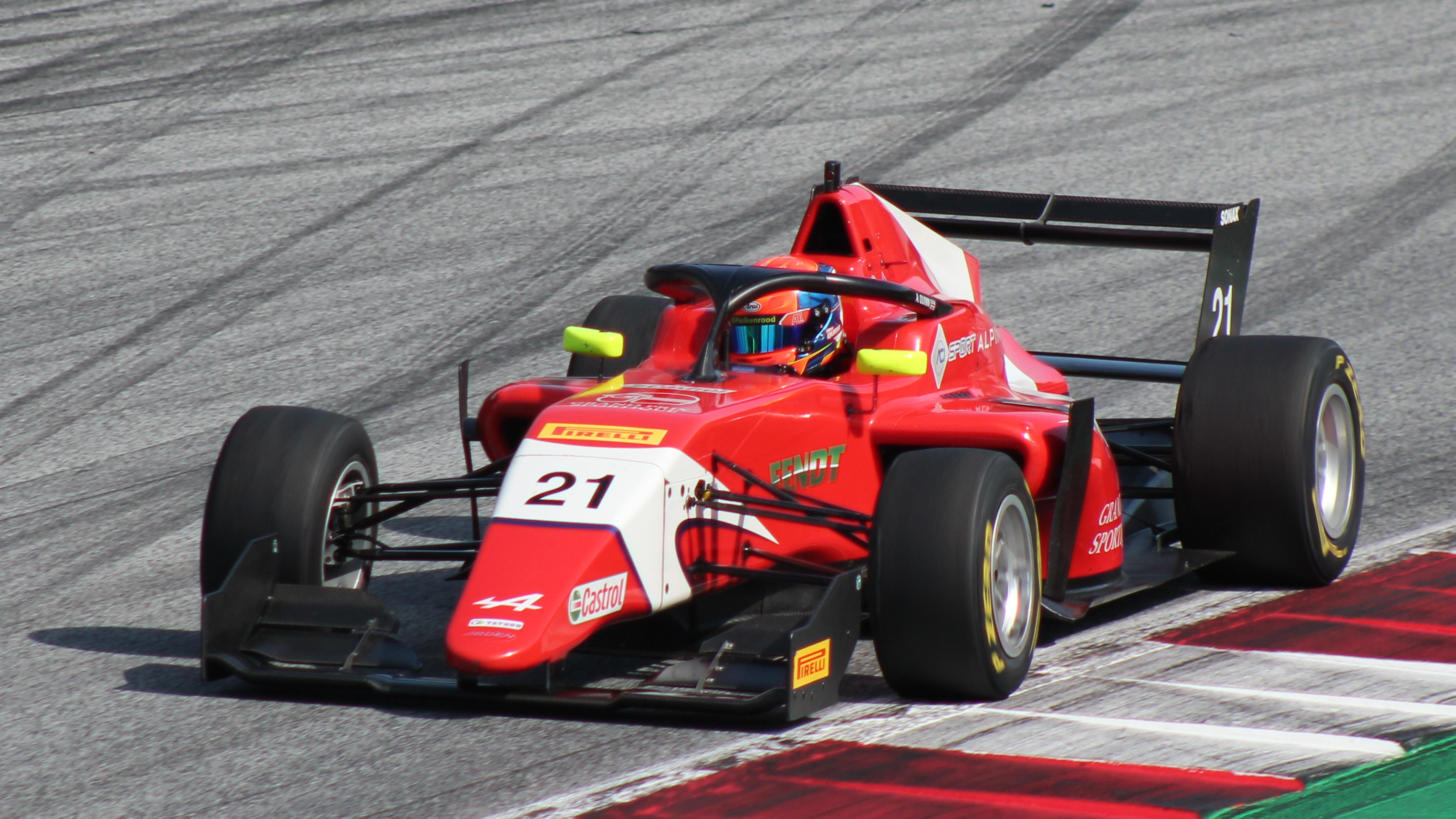
Quinn in Austria nel 2021

Nel 2020, Quinn ha sostituito Jackson Walls, che non è stato in grado di recarsi in Europa a causa delle restrizioni di viaggio dovute al COVID-19. Quinn ha ottenuto la pole position per la prima gara della stagione, ha ottenuto un totale di cinque podi durante la stagione e ha vinto la seconda gara a Spa, aiutandolo a raggiungere il quarto posto nel campionato piloti. Ha anche vinto il titolo da rookie.
Nel 2021 la Formula Renault si unisce con la Formula 3 regional europea, Quinn partecipa sempre con il team Arden Motorsport. Nella prima gara stagionale a Imola arriva secondo dietro a David Vidales, conquista il suo secondo podio a Barcellona arrivando secondo dietro a Grégoire Saucy. Chiude la stagione al nono posto con 104 punti.

### Campionato Nazionale U.S. F2000
Nel maggio 2022, Velocity Racing e Arden hanno annunciato una collaborazione nel Campionato Nazionale U.S. F2000, Quinn debutta come loro pilota per le tre gare a Indianapolis. Il britannico riesce a vincere tutte e tre le corse.

### Endurance
Nel 2023 passa alle corse di durata, con il team PR1/Mathiasen Motorsports parteciperà per la prima volta alla 24 Ore di Daytona, Quinn guiderà una Oreca 07 insieme a Paul-Loup Chatin, Ben Keating e Nicolas Lapierre.

## Risultati

### Riassunto della carriera
| Stagione | Serie                           | Team                         | Gare | Vittorie | Pole | G/v | Podi | Punti | Pos. |
| -------- | ------------------------------- | ---------------------------- | ---- | -------- | ---- | --- | ---- | ----- | ---- |
| 2016     | F4 britannica                   | Fortec Motorsport            | 31   | 3        | 2    | 1   | 6    | 248   | 7º   |
| 2017     | F4 britannica                   | TRS Arden Junior Racing Team | 30   | 4        | 1    | 4   | 11   | 307   | 4º   |
| 2017     | BRDC British Formula 3          | Lanan Racing                 | 3    | 0        | 0    | 0   | 1    | 46    | 20º  |
| 2018     | British GT- GT4                 | Steller Performance          | 6    | 0        | 0    | 0   | 0    | 0     | NC   |
| 2019     | Formula Renault Eurocup         | Arden                        | 6    | 0        | 0    | 0   | 2    | 48    | 12º  |
| 2020     | Formula Renault Eurocup         | Arden Motorsport             | 20   | 1        | 1    | 1   | 5    | 183   | 4º   |
| 2021     | Formula 3 Regional              | Arden Motorsport             | 20   | 0        | 0    | 0   | 2    | 104   | 9º   |
| 2022     | Campionato Nazionale U.S. F2000 | Velocity Racing Development  | 3    | 3        | 0    | 2   | 3    | 93    | 17º  |

### Risultati nella Formula 4 britannica
(legenda) (Le gare in grassetto indicano la pole position) (Le gare in corsivo indicano Gpv)
| Anno | Team      | 1   | 2   | 3   | 4   | 5   | 6   | 7   | 8   | 9   | 10  | 11  | 12  | 13  | 14  | 15  | 16  | 17  | 18  | 19  | 20  | 21  | 22  | 23  | 24  | 25  | 26  | 27  | 28  | 29  | 30  | 31  | Punti | Pos. |
| ---- | --------- | --- | --- | --- | --- | --- | --- | --- | --- | --- | --- | --- | --- | --- | --- | --- | --- | --- | --- | --- | --- | --- | --- | --- | --- | --- | --- | --- | --- | --- | --- | --- | ----- | ---- |
| 2017 | TRS Arden | BHI | BHI | BHI | DON | DON | DON | THR | THR | THR | OLT | OLT | OLT | CRO | CRO | CRO | SNE | SNE | SNE | KNO | KNO | KNO | KNO | ROC | ROC | ROC | SIL | SIL | SIL | BRH | BRH | BRH | 307   | 4º   |
| 2017 | TRS Arden | 2   | 7   | 3   | Rit | DNS | 9   | 2   | 6   | 11  | 2   | 8   | C   | 5   | 1   | 2   | 5   | 3   | 5   | 4   | Rit | 4   | 2   | 6   | 1   | 7   | 1   | 11  | Rit | Rit | 9   | 1   | 307   | 4º   |

### Risultati in Formula 3 regionale europea
(legenda) (Le gare in grassetto indicano la pole position) (Le gare in corsivo indicano Gpv)
| Stagione | Team             | 1   | 2   | 3   | 4   | 5   | 6   | 7   | 8   | 9   | 10  | 11  | 12  | 13  | 14  | 15  | 16  | 17  | 18  | 19  | 20  | Punti | Pos. |
| -------- | ---------------- | --- | --- | --- | --- | --- | --- | --- | --- | --- | --- | --- | --- | --- | --- | --- | --- | --- | --- | --- | --- | ----- | ---- |
| 2021     | Arden Motorsport | IMO | IMO | CAT | CAT | MON | MON | LEC | LEC | ZAN | ZAN | SPA | SPA | RBR | RBR | VAL | VAL | MUG | MUG | MNZ | MNZ | 104   | 9º   |
| 2021     | Arden Motorsport | 2   | Rit | 4   | 2   | 6   | 4   | 6   | 21  | 10  | Rit | 10  | Rit | 4   | 8   | 6   | 15  | 14  | 11  | 13  | 11  | 104   | 9º   |

### Risultati 24 ore di Daytona
| Anno | Team                      | Co-piloti                                     | Auto     | Classe | Giri | Pos. | Pos Cat. |
| ---- | ------------------------- | --------------------------------------------- | -------- | ------ | ---- | ---- | -------- |
| 2023 | PR1/Mathiasen Motorsports | Paul-Loup Chatin Ben Keating Nicolas Lapierre | Oreca 07 | LMP2   | 757  | 13º  | 7º       |
| 2024 | AO Racing                 | Paul-Loup Chatin Matthew Brabham P. J. Hyett  | Oreca 07 | LMP2   | 753  | 16º  | 8º       |

### Risultati 24 ore di Le Mans
| Anno | Team               | Co-piloti                   | Auto            | Classe      | Giri | Pos. | Class Pos. |
| ---- | ------------------ | --------------------------- | --------------- | ----------- | ---- | ---- | ---------- |
| 2024 | AO by TF           | Louis Delétraz P. J. Hyett  | Oreca 07-Gibson | LMP2 Pro-Am | 328  | 20°  | 2°         |
| 2025 | Algarve Pro Racing | Nicky Catsburg George Kurtz | Oreca 07-Gibson | LMP2 Pro-Am | 362  | 30°  | 13°        |

### Risultati nel ELMS
| Anno    | Squadra            | Classe      | Vettura  | BAR | LEC | IMO | SPA | MUG | ALG | Punti | Pos. |
| ------- | ------------------ | ----------- | -------- | --- | --- | --- | --- | --- | --- | ----- | ---- |
| 2024    | Algarve Pro Racing | LMP2 Pro/Am | Oreca 07 | 4   | 6   | 1   |     |     |     | 45    |      |
| Legenda |                    |             |          |     |     |     |     |     |     |       |      |

*Stagione in corso.